# آبیاری تحت فشار
آبیاری تحت فشار: (به انگلیسی:pressurized irrigation systems یا Pressure Irrigation) نوعی آبیاری است که جایگزین آبیاری سنتی است.
نیاز به سیستم آبیاری محصولات کشاورزی از دیرباز همزمان با دست یافتن بشر به کشاورزی پدیدار شد.
هزاران سال بشر با تکیه بر انتقال آب در کانال‌های خاکی به آبیاری محصولات کشت شده پرداخته است.
با رشد جمعیت کره زمین وفشار برای تولید هرچه بیشتر محصولات کشاورزی، پیشرفت سیستم‌های آبیاری درجهت افزایش راندمان و افزایش کارایی نیز وارد مرحله جدیدی شد که سیستم‌های آبیاری تحت فشار محصول نهایی این پیشرفت در سالهای اخیر می‌باشد. بزرگ شدن هر چه بیشتر مزارع، محدودیت منابع آبی، گران شدن نیروی انسانی برای آبیاری محصولات و ارزان شدن فن آوری و مواد لازم و دسترسی آسان به انرژی همگی باعث پیشرفت روزافزون سیستم‌های آبیاری تحت فشار مزارع و باغات شده است.
سیستم آبیاری تحت فشار همان شبکه آبیاری است که آب بجای کانال توسط لوله درسطح مزرعه انتقال می‌یابد و برای این کار نیاز به ایجاد فشار درابتدای شبکه آبیاری می‌باشد.

## مزیت‌های سیستم‌های آبیاری تحت فشار
آبیاری تحت فشار به سیستم‌های نوین آبیاری مزارع و باغات که در سالهای اخیر رواج یافته گفته می‌شود. در این سیستم‌ها توزیع آب در مزرعه توسط لوله و با کمک فشاری که توسط پمپ یا اختلاف ارتفاع تولید می‌شود، صورت می‌گیرد.
مزیت‌های این سیستم‌ها شامل این موارد می‌باشد:
1. توزیع نسبتاً یکنواخت آب در مزرعه
2. افزایش راندمان آبیاری در مزرعه
3. افزایش سطح زیر کشت به علت صرفه جویی ناشی از افزایش راندمان آبیاری
4. امکان آبیاری به میزان دلخواه
5. کاهش نیروی انسانی در مزرعه جهت آبیاری و راحتی کار برای کشاورز
6. امکان آبیاری اراضی با توپوگرافی نامناسب و شیب زیاد
7. امکان پخش مناسب کود در سطح مزرعه
8. مقابله با سرمازدگی یا گرمازدگی محصولات[۱]

آبیاری تحت فشار در سالهای اخیر در تمام دنیا و به ویژه کشور ایران توسعه یافته است.
در کنار این سیستم‌ها، نوع دیگری از آبیاری در سالهای اخیر درایران به نام آبیاری کم فشار رواج یافته که تلفیقی از آبیاری سطحی (ثقلی) و لوله گذاری داخل مزرعه است و برای کارکردن به فشار کمتری (تا حد نیم اتمسفر) نیاز دارد.
آب در سیستم آبیاری کم فشار با لوله به ابتدای قطعات زراعی رسیده و با خروج از شیر فلکه وارد قطعه زراعی می‌شود و در آنجا با روش‌های آبیاری کرتی، نواری یا فارو مصرف می‌شود.
این سیستم برای نقاطی که مشکل شوری آب، وزش باد یا خرده مالکی مانع اجرای آبیاری تحت فشار است، مناسب می‌باشد ولی راندمان آبیاری آن حداکثر ۶۰ درصد است.

## انواع سیستم‌های آبیاری تحت فشار
آبیاری تحت فشار به دو روش آبیاری بارانی(Sprinkler irrigation) و آبیاری موضعی(Trickle irrigation - Micro irrigation) تقسیم می‌شود.
راندمان آبیاری در روش آبیاری موضعی تا ۸۰ درصد و در روش آبیاری بارانی تا ۷۰ درصد هم می‌رسد. این راندمان بالا باعث کاهش میزان آبشویی خاک می‌شود؛ بنابراین این نوع آبیاری برای آب‌های شور مناسب نیست و باعث افزایش شوری خاک می‌گردد.
فشار موردنیاز این سیستم‌های آبیاری برای آبیاری موضعی حداقل ۲٫۵ اتمسفر و برای آبیاری بارانی حداقل ۳٫۵ اتمسفر می‌باشد.
جنس لوله‌ها در این سیستم‌ها معمولاً پلی اتیلن بافشار کار ۴ یا ۶ اتمسفر است.
آبیاری موضعی:

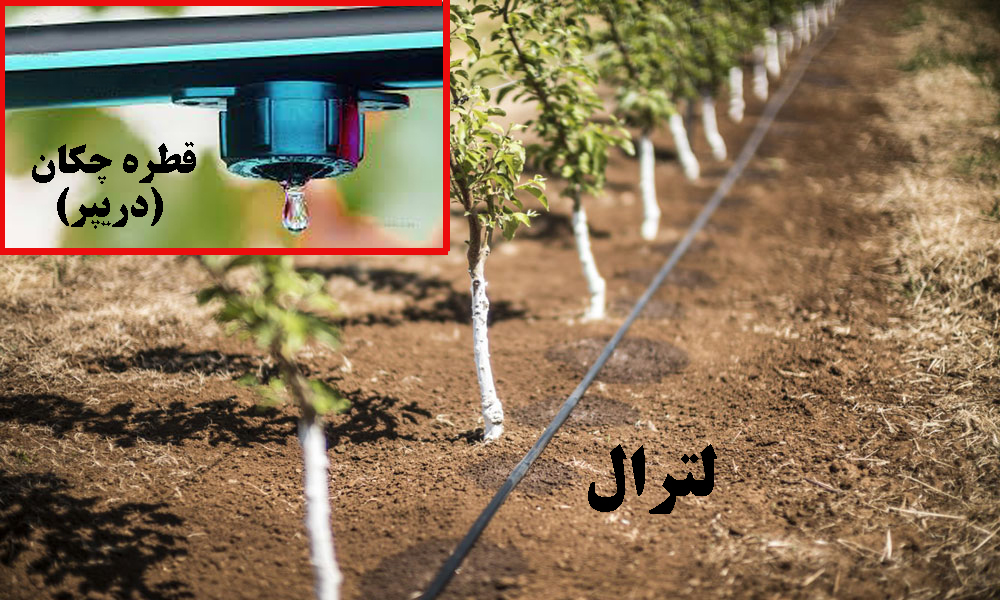
سیستم آبیاری قطره ای به همراه تصویر یک قطره چکان

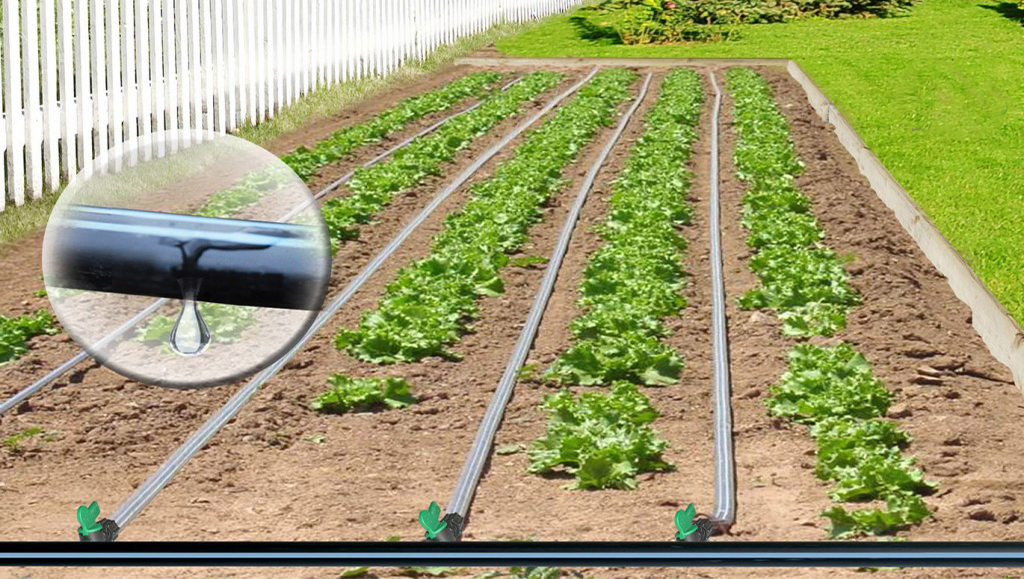
نمای ساده شده یک سیستم آبیاری نواری (تیپ)

دراین سیستم آب به وسیلهٔ پمپ از منبع بداخل شبکه لوله ای پمپ شده و در ابتدا با عبور از فیلترها، شن و مواد معلق آن گرفته می‌شود. در نهایت آب با عبور از شبکه اصلی و نیمه اصلی وارد لترالها (لوله‌های پلی اتیلن سایز ۱۶ یا ۲۰ میلی‌متر) شده و به صورت قطرات مجزا یا پیوسته ویا به صورت افشانه ریز با فشار کم و دبی معین از طریق قطره چکان در پای محصول ریخته می‌شود.
آبیاری قطره‌ای روش مؤثری درتحویل آب مورد نیاز گیاه درمحدوده توسعه ریشه بداخل خاک است و این امکان را به وجود می‌آورد که عمل آبیاری تاحد رفع نیاز آبی گیاه انجام می‌شود؛ بنابراین در این روش به میزان زیادی از اتلاف آب به صورت نفوذ عمقی، ایجاد روان آب سطحی و تبخیر درمقایسه با روش‌های ثقلی وبارانی کاسته می‌شود.
انواع مختلف سیستم‌های آبیاری موضعی:
1. سیستم آبیاری قطره‌ای برای باغات
2. سیستم آبیاری زیرزمینی بالوله‌های تراوا یا قطره چکان‌های مخصوص زیرخاک برای باغات.
3. سیستم آبیاری بابلر: همان سیستم آبیاری قطره ای است ولی باقطره چکان با دبی بالا - ۲۰ تا ۲۰۰ لیتر در ساعت -برای باغات.
4. سیستم آبیاری قطره‌ای نواری (تیپ): برای محصولات زراعی در کشت‌های ردیفی مانند گوجه فرنگی

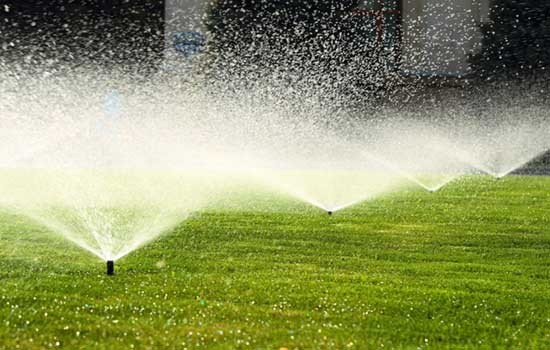
سیستم آبیاری بارانی ثابت

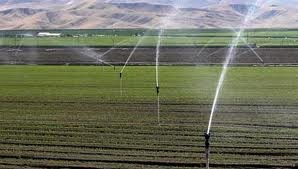
سیستم آبیاری بارانی نیمه ثابت

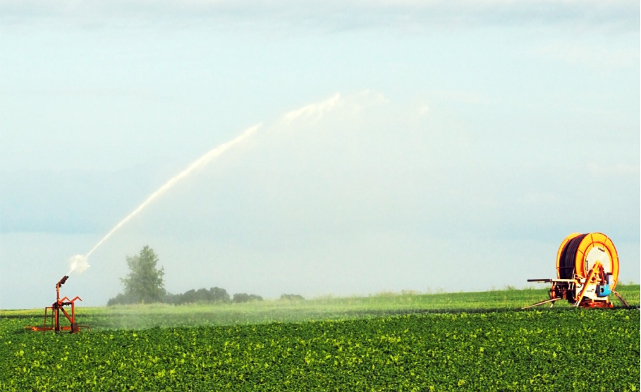
سیستم آبیاری بارانی گان

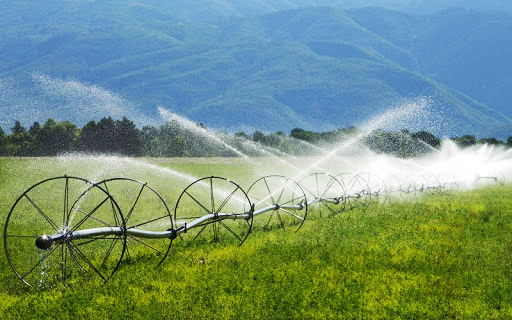
دستگاه آبیاری بارانی رول لاین

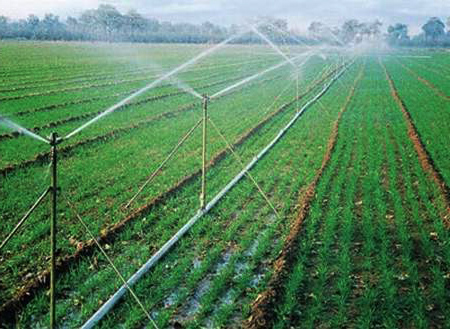
سیستم آبیاری بارانی کلاسیک

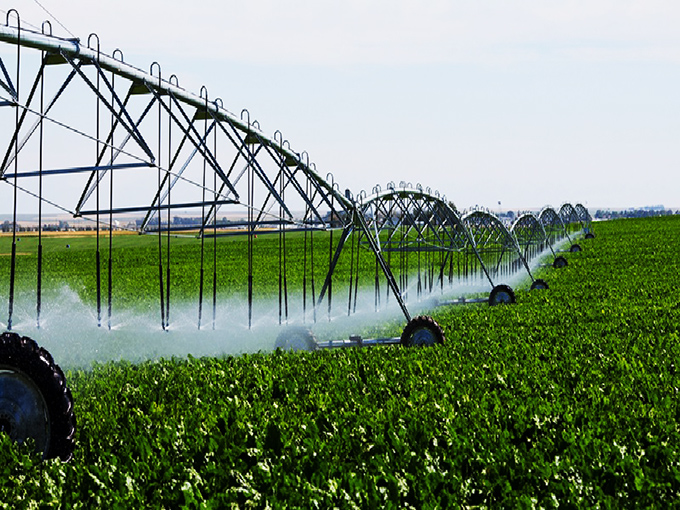
دستگاه آبیاری بارانی سنتر پیوت

آبیاری بارانی: درآبیاری بارانی آب توسط آبپاش‌ها در سطح مزرعه توزیع می‌شود. این سیستم بیشتر برای محصولات زراعی بکار می‌رود.
انواع مختلف سیستم‌های آبیاری بارانی:
1. سیستم آبیاری بارانی ثابت :در این نوع سیستم آبیاری، تمامی سطح مزرعه با لوله‌های پلی اتیلن به صورت نواری در زیر زمین لوله گذاری می‌شود و آبپاش‌ها در روی این لوله‌ها در سطح مزرعه به صورت دائمی و ثابت نصب و توزیع می‌شوند. این سیستم بیشتر برای آبیاری فضای سبز بکار می‌رود.
2. سیستم آبیاری بارانی نیمه ثابت: در این سیستم آبیاری، مانند سیستم آبیاری ثابت تمام مزرعه با لوله‌های پلی اتیلن به صورت نواری در زیر زمین لوله گذاری می‌شود ولی آبپاش‌ها به صورت دستی در طول مسیرهای فرعی روی نقاطی که برای قرار دادن و برداشتن آبپاش در نظر گرفته شده است، جابجا می‌شوند.
3. سیستم آبیاری بارانی تفنگی یا گان: در این سیستم آب توسط یک آبپاش با دبی بالا در سطح مزرعه توزیع می‌شود. این آبپاش توسط یک لوله که با یک قرقره جمع می‌شود به پمپ مرکزی سیستم وصل است. این نوع آبیاری بیشتر برای آبیاری تکمیلی استفاده می‌شود.
4. سیستم آبیاری رول لاین (ویل موو): این سیستم شامل یک باله آبیاری چرخدار (لوله فولادی در مرکز چرخ‌ها قرار دارد) است که روی آن بافاصله ۱۲ متر آبپاش نصب شده و کل سیستم با استفاده از این چرخ‌ها در سطح مزرعه حرکت می‌کند و یک مستطیل با مساحت نقریبی ۱۰ هکتار رادر یک دور آبیاری کامل (معمولاً ۱۲ شبانه روز) پوشش می‌دهد.
5. سیستم آبیاری بارانی کلاسیک :در این سیستم باله آبیاری شامل لوله‌هایی از جنس پلی اتیلن یا گالوانیزه است که توسط کشاورز در یک خط چیده و به هم وصل می‌شود و آبپاش‌ها روی این باله قرار گرفته و با اتصال این باله به لوله اصلی، آبیاری بارانی در طول باله و به عرض حدود ۲۰ تا ۳۰ متر صورت می‌گیرد. با اتمام آبیاری، این باله به ۱۵ متر جلوتر منتقل شده و آبیاری ادامه پیدا می‌کند.
6. سیستم آبیاری بارانی سنتر پیوت (عقربه ای): در این سیستم آبیاری، یک باله بزرگ مجهز به چرخ‌های لاستیکی دور محور مرکزی به گردش درآمده و آبپاش‌های نصب شده در زیر این باله، محصولات زراعی را آبیاری می‌کنند. چنانچه این باله چرخدار بجای گردش دور محور مرکزی به صورت مستقیم حرکت کند به آن سیستم لینیر گفته می‌شود.

## بخش‌های یک سیستم آبیاری تحت فشار موضعی
یک سیستم آبیاری تحت فشار موضعی شامل اجزاء ذیل می‌باشد:
1. پمپ :پمپ آب موردنیاز سیستم آبیاری را از منبع آبی وارد شبکه لوله‌های اصلی و فرعی می‌کند. گاهی اختلاف ارتفاع بین منبع آبی تا مزرعه تأمین کننده فشار لازم است و نیاز به پمپ وجودندارد. پمپ باید فشار لازم برای غلبه بر افت فشار در لوله‌ها و نیز فشار لازم برای توزیع یکنواخت در نازل‌های آبیاری قطره ای و نیز آبپاش‌های آبیاری بارانی و همچنین فیلترهای آبیاری موضعی را تأمین کند.
2. فیلترها: این فیلترها آب را از وجود ذرات معرق ریز و درشت و انواع جلبک‌ها پاکسازی می‌کنند.
3. شبکه لوله گذاری اصلی و فرعی: این شبکه آب را از منبع تأمین آب به لترالهادر آبیاری موضعی یا باله‌های آبیاری در آبیاری بارانی می‌رساند.
4. لترالها: این آخرین لوله ای است که نازل‌های آبیاری موضعی روی آن قرار دارند.
5. قطره چکان یا گسیلنده :در نهایت آب به صورت کنترل شده و با دبی معین از این گسیلنده‌ها خارج شده و در پای گیاه ریخته می‌شود.[۶]

## بخش‌های یک سیستم آبیاری تحت فشار بارانی
یک سیستم آبیاری تحت فشار بارانی شامل اجزاء ذیل می‌باشد:
1. پمپ :پمپ آب موردنیاز سیستم آبیاری را از منبع آبی وارد شبکه لوله‌های اصلی و فرعی می‌کند. گاهی اختلاف ارتفاع بین منبع آبی تا مزرعه تأمین کنند فشار لازم است و نیاز به پمپ وجودندارد. پمپ باید فشار لازم برای غلبه بر افت فشار در لوله‌ها و نیز فشار لازم برای توزیع یکنواخت در نازل‌های آبیاری قطره ای و نیز آبپاش‌های آبیاری بارانی و نیز فیلترهای آبیاری موضعی را تأمین کند.
2. شبکه لوله گذاری اصلی و فرعی: این شبکه آب را از منبع تأمین آب به لترالهادر آبیاری موضعی یا باله‌های آبیاری در آبیاری بارانی می‌رساند.
3. باله آبیاری :این آخرین لوله ای است که آبپاش‌های آبیاری بارانی روی آن قرار دارند. باله‌های آبیاری در سیستم‌های آبیاری رول لاین همان دستگاه رول لاین و درسیستم‌های آبیاری سنتر پیوت همان دستگاه سنتر پیوت است. در سیستم‌های آبیاری بارانی ثابت و نیمه ثابت باله آبیاری وجود ندارد و آبپاش‌ها مستقیماً روی لوله فرعی نصب شده است.[۷]

## معیارهای انتخاب روش‌های مناسب آبیاری
در یک پروژهٔ آبیاری انتخاب روش آبیاری مناسب نقش بسیار با اهمیتی در موفقیت آن پروژه ایفا می‌کند. اساسی‌ترین عوامل مؤثر در انتخاب روش‌های آبیاری به شرح زیرند:
1. نوع محصول مورد نظر :سیستم‌های آبیاری برای انواع محصولات متفاوت هستند. به‌طور معمول سیستم‌های آبیاری قطره ای برای باغات، سیستم آبیاری تیپ برای محصولات زراعی ردیفی و سیستم‌های آبیاری بارانی برای محصولات زراعی و سیستم‌های آبیاری ثقلی برای باغات و زراعت بکار می‌روند.
2. بودجه بهره‌بردار و کمک‌های دولتی
3. توپوگرافی، شیب و شکل زمین
4. بافت خاک و میزان نفوذ پذیری آن
5. شوری خاک
6. زهکشی خاک
7. کیفیت آب
8. انرژی قابل دسترس
9. وضعیت آب و هوایی و اقلیم
10. هزینهٔ آب
11. خرده مالکی اراضی یا عمده مالکی آن
12. موانع فیزیکی در زمین
13. سواد و توانایی فنی کشاورز
14. مسائل فرهنگی و اجتماعی و امنیتی

## محدودیت‌های آبیاری تحت فشار
سیستم‌های آبیاری تحت فشار قابل اجرا در هر مزرعه ای نیست. بیشترین موانع برای اجرای یک سیستم آبیاری تحت فشار موفق به شرح ذیل می‌باشد:
1. شوری آب: شوری آب مانع اصلی اجرای آبیاری بارانی درمزارع است. معمولاً آبهای با EC بیشتر از ۳۰۰۰ میلی موس بر سانتیمتر مربع برای آبیاری بارانی مناسب نیستند. این محدودیت برای آبیاری موضعی در سیستم آبیاری قطره ای نیز تقریباً همین میزان می‌باشد ولی در سیستم‌های آبیاری بابلر می‌توان با شوری‌های تا ۶۰۰۰ میلی موس نیز کارکرد.
2. باد: وزش باد مانع مهمی برای آبیاری بارانی بشمار می‌رود از این رو در استان‌های بادخیزی مانند سیستان و بلوچستان توسعه سیستم‌های آبیاری بارانی محدودیت زیادی دارد.
3. توپوگرافی نا مناسب زمین :توپوگرافی نامناسب زمین مانند وجود تپه و گودی مانع اجرای سیستم‌های بارانی است ولی سیستم‌های آبیاری موضعی دراین زمین‌ها با هزینه بیشتری قابل اجرا هستند.
4. شکل نامناسب زمین: سیستم‌های آبیاری بارانی به اراضی با شکل نسبتاً هندسی نیاز دارند. در غیر اینصورت نیاز به اجرای سیستم‌های آبیاری بارانی ثابت و نیمه ثابت دراین زمین‌ها است که هزینه بالاتری خواهند داشت.
5. کوچک بودن زمین: کوچک بودن اراضی باعث افزایش هزینه‌های سیستم‌های آبیاری تحت فشار خواهد شد ولی با پیشرفت فناوری و توسعه انواع قطعات اکنون در هر زمین کوچکی با هر شکلی می‌توان آبیاری تحت فشار اجرا نمود.
6. خرده مالکی زمین: خرده مالکی اراضی که در ایران رواج دارد یکی از مهم‌ترین موانع بر سرراه توسعه آبیاری تحت فشار و موفقیت این سیستم‌ها در کشور می‌باشد. سیستم آبیاری کم فشار برای این زمین‌ها مناسب تراست.
7. پایین‌تر بودن نرخ سواد و توانایی کار با سیستم‌های پیچیده در جامعه کشاورزان
8. کمبود اعتبارات بلا عوض دولتی: در سالهای اخیر در کشورایران توسعه آبیاری تحت فشار با کمک دولت و اعتبارات بلاعوض وزارت کشاورزی صورت گرفته است که کمبود این اعتبارات و محدودیت کمک به متقاضی در سالهای اخیر مانعی برای توسعه این سیستم‌ها در کشور بوده است.
9. اقتصاد یارانه ای کشاورزی در ایران: کشاورزی در ایران از قبل از انقلاب تا این زمان اقتصادی ضعیف و وابسته به کمک‌های دولتی بوده است و سیاست دولت همواره پایین نگهداشتن قیمت تولیدات اصلی کشاورزی در این کشور با جمعیت رو به رشد بوده است. همین عامل باعث حرکت سرمایه‌گذاری از بخش کشاورزی به بخش مسکن و سایر بخش‌ها شده و از این روی سرمایه‌گذاری در اراضی کشاورزی با بازگشت سرمایه طولانی تری مواجه خواهد شد.

## عوامل مؤثر بر هزینهٔ آبیاری تحت فشار
هزینهٔ سیستم آبیاری به پارامترهای گوناگونی بستگی دارد. این پارامترها عبارتند از:
1. نوع سیستم آبیاری (ثقلی-موضعی-بارانی): به‌طور معمولاً آبیاری تحت فشار موضعی بیشترین هزینه در واحد سطح (هکتار) را داراست و پس از آن سیستم آبیاری بارانی و سپس سیستم آبیاری کم فشار بیشترین هزینه‌ها را به خود اختصاص می‌دهند.

در آبیاری موضعی بیشترین هزینه مربوط به سیستم آبیاری بابلر می‌باشد.
در آبیاری بارانی، سیستم‌های سنتر پیوت (عقربه ای) بالاترین هزینه‌ها را دارند و پس از آن سیستم آبیاری ثابت و نیمه ثابت هزینه بالایی را به خود اختصاص می‌دهد.
1. وسعت اراضی زیر پوشش: هرچه این وسعت بیشتر باشد هزینه در واحد سطح کمتر می‌شود.
2. فاصله مزرعه تا منبع تأمین آب
3. نیاز یا عدم نیاز به استخر ذخیره‌سازی آب
4. کیفیت و قیمت لوازم مصرفی در سیستم آبیاری تحت فشار

در هر صورت چنانچه شرایط و استانداردهای لازم در طراحی و اجرای سیستم‌های آبیاری تحت فشار رعایت شود و بهره‌بردار بتواند از این سیستم‌ها بخوبی استفاده کند، هزینه مصرف شده در طی کمتر از ۵ سال بازگشت خواهد کرد.

## آبیاری تحت فشار درایران
از دهه ۷۰ شمسی (ریاست جمهوری هاشمی رفسنجانی) توجه به توسعه سیستم‌های آبیاری تحت فشار در ایران به یک سیاست اصلی در وزارت کشاورزی تبدیل شده است.
جلوگیری از هدر رفت آب در مسیرهای انتقال تا مزارع و باغات و نیز افزایش راندمان آبیاری در داخل قطعات زراعی مزارع یکی از اهداف اصلی در جلوگیری از هدر رفت منابع آبی کشور در راستای افزایش تولید بوده است.
به منظور کمک به توسعه این سیستم‌ها، وزارت کشاورزی برای اجرای سیستم‌های آبیاری تحت فشار، وام‌هایی تا سقف ۸۵ درصد بلا عوض در اختیار کشاورزان متقاضی قرار می‌دهد و فرایندهای طراحی و اجرای آن را راهبری می‌کند.
توسعه زیر ساخت‌های صنعت آبیاری تحت فشار در ایران:
در راستای توسعه سیستم‌های آبیاری تحت فشار در سطح کشور، زیر ساخت‌های ذیل توسعه فراوانی در کشور یافته است:
1. توسعه شبکه‌های توزیع برق در روستاها و اراضی کشاورزی
2. تولید لوله پلی اتیلن
3. تولید اتصالات پلی اتیلن مانند سه راهی‌ها، اتصالات پیچی و …
4. تولید انواع دستگاه‌های آبیاری بارانی مانند رول لاین و سنتر پیوت
5. تولید انواع دریپر و آبپاش
6. تولید انواع پمپ و ملزومات آن
7. واردات و صادرات موارد بالا

آموزش و بازار کار آبیاری تحت فشار درایران :
در سالهای اخیر دانشگاه‌های کشور به آموزش مهندسین این رشته اهتمام ورزیده‌اند که در قالب دوره‌های کارشناسی رشته مهندسی آبیاری و نیز مهندسی آب هزاران نفر از دانش آموختگان روانه فعالیت در بازارهای کار مرتبط با این سیستم‌ها شده‌اند.
بازار کار مرتبط با این سیستم‌ها عبارتند از:
1. کارشناسی در بخش کارفرمایی دولتی (بخش آب و خاک و امور فنی ومهندسی سازمان‌های کشاورزی استان‌ها و مدیریت‌های کشاورزی شهرستان‌ها)
2. کارشناسی در بخش طراحی (شرکت‌های مهندسی مشاور)
3. کارشناسی دربخش اجرای سیستم‌های آبیاری تحت فشار (شرکت‌های پیمانکاری)
4. فعالیت در بخش خرید و فروش و واردات و صادرات لوازم آبیاری تحت فشار
5. فعالیت در بخش تولید لوازم آبیاری تحت فشار
6. فعالیت دربخش آموزشی این رشته

برای ضابطه مند کردن فعالیت‌های طراحی و اجرای این سیستم‌ها، وزارت کشاورزی اقدام به برپایی کلاس‌های آموزشی و ارائه مدرک در زمینه طراحی و اجرا کرده است. همچنین در هر استان یک انجمن صنفی مجریان سامانه‌های نوین آبیاری تشکیل شده است.
در دهه ۸۰ شمسی سازمان برنامه و بودجه اقدام به انتشار نشریاتی در مورد ضوابط طراحی و اجرای این سیستم‌ها کرده و فهرست بهای واحد پایه آبیاری تحت فشار برای متره و برآورد عملیات اجرایی آن را برای اولین بار در سال ۱۳۸۳ شمسی ارائه نموده است.
آمار سطح آبیاری تحت فشار درایران :
مطابق با آخرین آمار از مجموع ۸٫۵ میلیون هکتار اراضی کشاورزی و باغات کشور، تا سال ۱۳۹۹، ۱٫۷ میلیون هکتار به این سیستم‌های آبیاری مجهز شده‌اند.